# 博謝訥島
52°53′11″S 59°12′13″W / 52.88639°S 59.20361°W

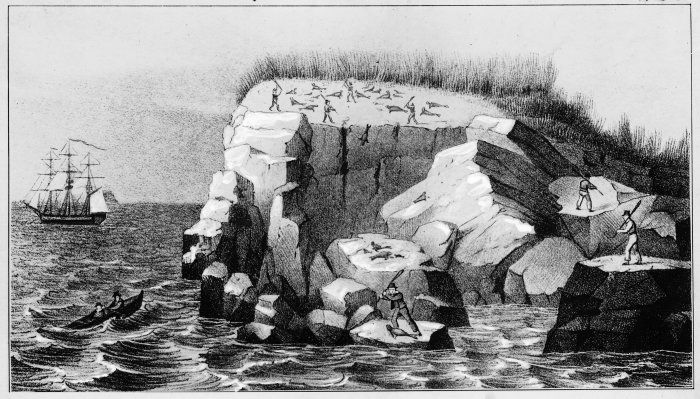

博謝訥島是英國海外領土福克蘭群島的島嶼，位於海獅島以南70公里的大西洋南部海域，長3.3公里、寬0.65公里，面積1.72平方公里，最高點海拔高度70米，島上無人居住。

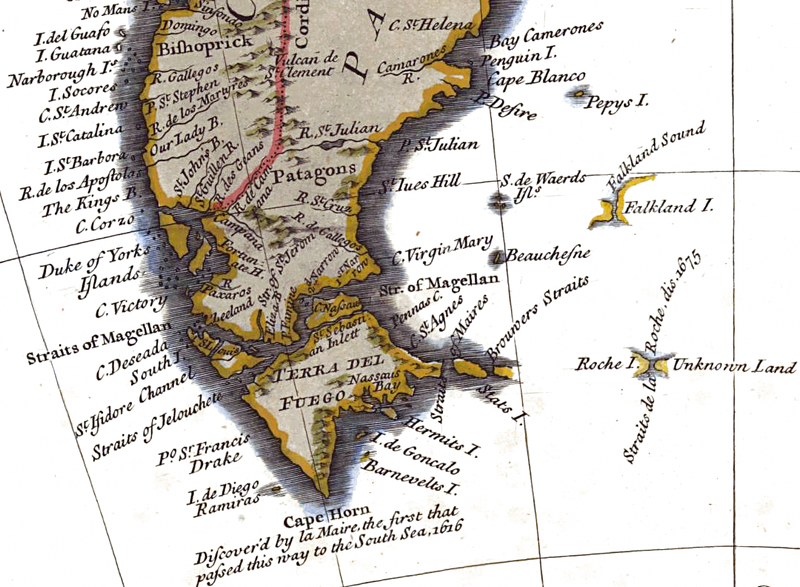
Beauchene Island depicted on an 18 century map, much further west than actual position (R.W. Seale, ca. 1745, fragment)